# Kłaj (gmina)
Kłaj est une gmina rurale du powiat de Wieliczka, Petite-Pologne, dans le sud de la Pologne. Son siège est le village de Kłaj, qui se situe environ 17 km à l'est de Wieliczka et 28 km à l'est de la capitale régionale Cracovie.
La gmina couvre une superficie de 83,1 km2 pour une population de 9 832 habitants.

## Géographie
La gmina inclut les villages de Brzezie, Dąbrowa, Grodkowice, Gruszki, Kłaj, Łężkowice, Łysokanie, Szarów et Targowisko.
La gmina borde les gminy de Bochnia, Drwinia, Niepołomice et Gdów.